# رولاند (مجری)
رولاند (انگلیسی: Roland؛ زادهٔ ۲۷ ژوئیهٔ ۱۹۹۲) اهالی کسب‌وکار، و شخصیت‌های تلویزیونی در ژاپن اهل ژاپن است.